# 农林路

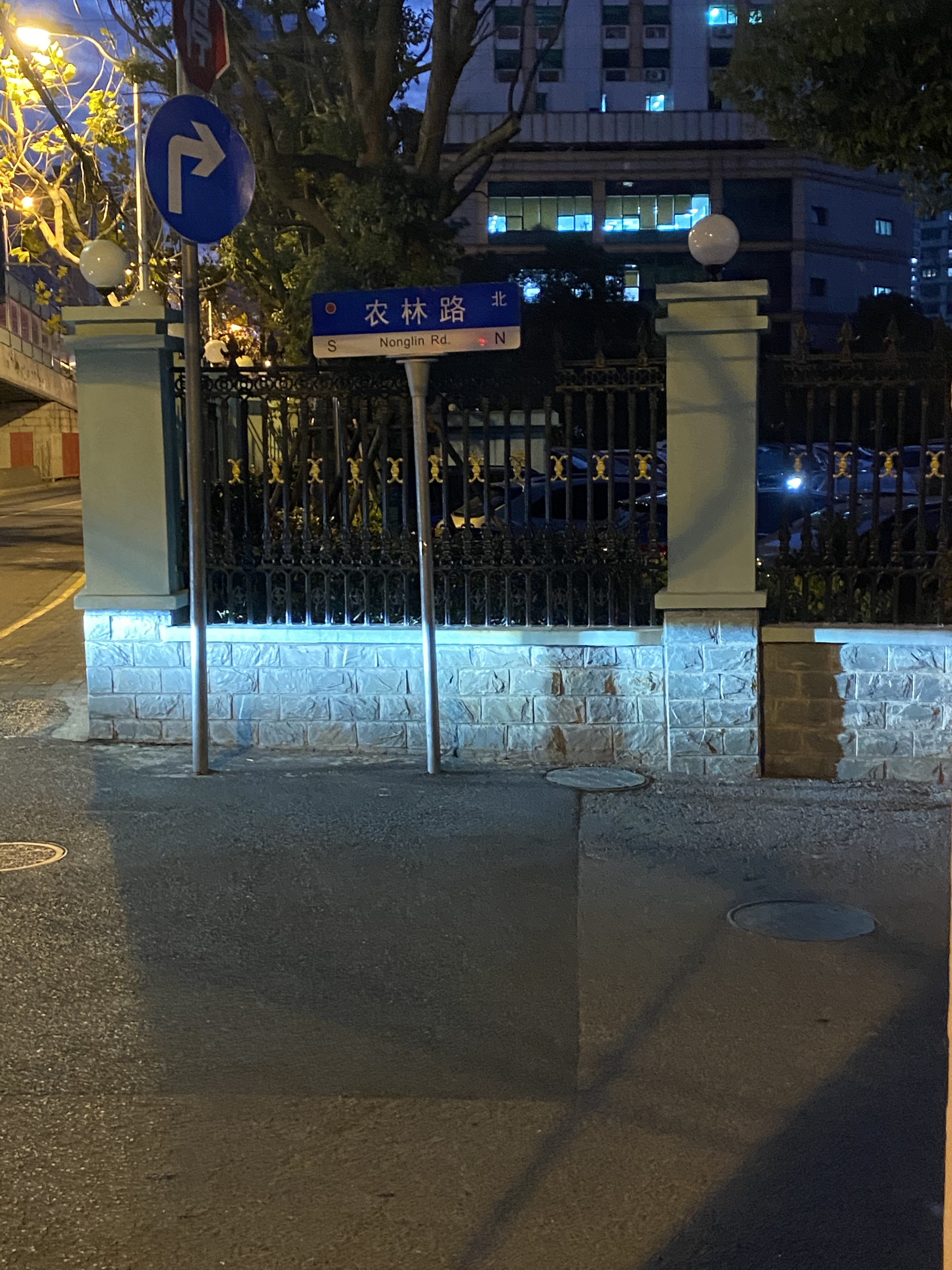
農林路

农林路是中華人民共和國上海市普陀區的一條道路，道路兩端分別位於中山北路和石泉東路，道路全长865米，名字來自於周邊的農林村。农林路原址是一條河浜，1978年，當局填埋河浜修建道路。1981年當局將道路命名為农林路。